# Crotalaria cambodiensis
Crotalaria cambodiensis är en ärtväxtart som beskrevs av Phon. Crotalaria cambodiensis ingår i släktet sunnhampor, och familjen ärtväxter. Inga underarter finns listade i Catalogue of Life.